# Friedhelm Missmahl
Friedhelm August Johann Missmahl (* 3. Oktober 1904 in Hochheide; † 7. Dezember 1967 in Moers) war ein deutscher Politiker (SPD).

## Leben und Beruf
Missmahl erlernte den Beruf des Bergarbeiters und engagierte sich vor der Machtübernahme der Nationalsozialisten 1933 in der gewerkschaftlichen Jugendbewegung. Nach dem Ende des Zweiten Weltkriegs beteiligte er sich 1945 am Wiederaufbau der Gewerkschaften und war ab Februar 1946 Sekretär des Industrieverbandes Bergbau in Moers. 

## Partei
Missmahl gehörte 1945 zu den Wiederbegründern der SPD.

## Abgeordnete
Er war erstmals von 1949 bis 1953 und erneut vom 1. September 1954 bis 1957 Mitglied des Deutschen Bundestages, als er für den verstorbenen Abgeordneten Wilhelm Tenhagen nachgerückt war.
Friedhelm Missmahl ist 1949 als direkt gewählter Abgeordneter des Wahlkreises Moers und 1954 über die Landesliste Nordrhein-Westfalen in den Bundestag eingezogen. 